# Nebahat Güçlü
Nebahat Güçlü (* 10. September 1965 in Kayseri, Türkei) ist eine deutsche Politikerin (SPD, ehemals Bündnis 90/Die Grünen). Sie war von 2004 bis 2010 und erneut von 2015 bis 2020 Mitglied der Hamburgischen Bürgerschaft, deren Vizepräsidentin sie von 2008 bis 2010 war. Im April 2015 verließ sie infolge eines kontroversen Auftritts vor einer türkisch-nationalistischen Organisation die Grünen und trat im August 2018 der SPD bei.

## Leben
Güçlü zog 1970 nach Hamburg und studierte dort nach dem Abitur 1986 am Lohmühlen-Aufbaugymnasium bis 1991 Germanistik und Politikwissenschaft an der Universität Hamburg. Sie ist geschieden, hat eine Tochter und ist seit 1995 deutsche Staatsbürgerin.
Sie war von 1986 bis 1993 sozialpädagogische Mitarbeiterin der Internationalen Frauenbegegnungsstätte INCI e. V. und von 1993 bis 1999 war sie dort Leiterin der Sozialberatung. Von 2000 bis 2010 war sie Geschäftsführerin der Interkulturellen Begegnungsstätte (IKB) e. V. und von 2011 bis 2015 war sie Projektleiterin beim Deutschen Paritätischen Wohlfahrtsverband für die Beratung und Unterstützung von Migrantenorganisationen.
Sie saß von März 2004 bis April 2010 für die Grünen in der Hamburgischen Bürgerschaft. In der Fraktion war sie Fachsprecherin für Migration, Flüchtlinge und Ausländer. Am 29. Mai 2008 wurde sie zur Vizepräsidentin der Hamburgischen Bürgerschaft gewählt. Am 15. April 2010 legte sie ihr Mandat aus persönlichen Gründen nieder und trat damit auch als Vizepräsidentin zurück.
Von 2012 bis 2017 war Güçlü Vorsitzende der Türkischen Gemeinde Hamburg und Umgebung.
Bei der Bürgerschaftswahl 2015 errang Güçlü mit 5.536 Personenstimmen einen Sitz in der Hamburgischen Bürgerschaft über die Landesliste der Grünen. Die grüne Bürgerschaftsfraktion konstituierte sich nach Kontroversen um einen Redeauftritt vor einer türkisch-nationalistischen Organisation ohne Güçlü, am 1. April 2015 erklärte sie ihren Austritt aus der Partei. Sie saß fortan als fraktions- und parteilose Abgeordnete in der Bürgerschaft. Der 2020 gewählten Bürgerschaft gehört sie nicht mehr an.
Im August 2018 wurde sie Mitglied der SPD.
Auf Facebook machte Güçlü selbst öffentlich, dass sie bereits am 17. November 2023 ihren Austritt aus der SPD erklärt hat. Sie begründet den Schritt unter anderem mit der Israel-Politik der Bundesregierung. In der Austrittserklärung, die Güçlü auf Facebook veröffentlichte, heißt es: „Die über 70 Jahre andauernde Apartheid, ethnische Säuberung, Siedlungsausweitung u. a. m. haben zu dem Konflikt geführt.“

## Kritik
Güçlü warf 2005 der islamkritischen Soziologin und Autorin Necla Kelek „Übertreibung“ vor, denn „Ehrenmorde hätten [nichts] mit der türkisch-islamischen Identität zu tun“. Kelek habe nur „eine Marktlücke entdeckt und will Geld rausschlagen.“ Anlässlich eines „Ehrenmordes“ in Hamburg im Mai 2008 stellte Kelek in einem Kommentar im Hamburger Abendblatt fest: „Heute redet sie ganz anders und tut so, als hätte sie bereits 2005 das Thema entdeckt, und tritt als Retterin der Zwangsverheirateten auf“. Allerdings übersehe Kelek in ihrer Kritik, dass sich Güçlü zum Beispiel am 2. April 2005 in einem Namensbeitrag für das Hamburger Abendblatt unter dem Titel „Zwangsheirat ächten!“ die Verharmlosung von „Gewalt gegen Frauen, Zwangsheirat und Ehrenmorde“ anprangerte und verbesserten Schutz der Betroffenen einforderte. Zuvor hatte sie bereits am 24. März 2005 zu diesem Thema eine Kleine Anfrage an den Hamburger Senat und im Juni 2005 einen entsprechenden Antrag in der Bürgerschaft gestellt.
Am 18. Januar 2015 trat Güçlü als Rednerin bei einer Veranstaltung der Föderation der Türkisch-Demokratischen Idealistenvereine in Deutschland (ADÜTDF) in Hamburg auf. Der Verein bildet die Hauptplattform der Grauen Wölfe in Deutschland und wird seit 2004 im Verfassungsschutzbericht wegen Ausländerextremismus gelistet. Laut eigener Aussage war Güçlü nicht bewusst, wer hinter der ADÜTDF stehe, zumal die Einladung nur mündlich erfolgt sei. Trotz Kritik von Vereinen und der Parteiführung weigerte sich Güçlü, ihre Kandidatur auf Platz 25 der Landesliste zur Bürgerschaftswahl 2015 zurückzuziehen. Daraufhin leitete der Landesvorstand der Grünen Hamburg ein Parteiausschlussverfahren gegen sie ein, das vor dem Landesschiedsgericht entschieden wurde. Es entschied Ende März gegen ihren Ausschluss.
Ende März 2015 kündigte der Deutsche Paritätische Wohlfahrtsverband in Hamburg Güçlüs Arbeitsplatz als Referentin für Migration zu Ende April ohne Angabe von Gründen. Güçlü war bei dem Spitzenverband der freien Wohlfahrtspflege seit Juni 2011 in der Beratung und Unterstützung von Migrantenselbstorganisationen tätig gewesen. Gegen die Entscheidung reichte sie eine Kündigungsschutzklage ein. Das Verfahren endete mit einem Vergleich.
Im Herbst 2016 wurde sie wegen ihrer Kontakte zu dem Vorsitzenden der Osmanen Germania Hamburg kritisiert.